# نوفل الحناش
نوفل الحناش (انگلیسی: Naoufel El Hannach؛ زادهٔ ۷ دسامبر ۲۰۰۶) بازیکن فوتبال اهل مراکش است که در حال حاضر برای پاری سن-ژرمن در پست مدافع بازی می‌کند.
وی همچنین در تیم‌های ملی فوتبال زیر ۱۷ سال، زیر ۱۸ سال و زیر ۲۰ سال مراکش بازی کرده است.